# Record Bahia
Record Bahia é uma emissora de televisão brasileira sediada em Salvador, capital do estado da Bahia. Opera no canal 5 (21 UHF digital) e é uma emissora própria da Record, sendo portanto, pertencente ao Grupo Record, que também controla sua coirmã Rádio Sociedade da Bahia e a Record Bahia Itabuna. Fundada em 1960 como TV Itapoan pelos Diários Associados de Assis Chateaubriand, é a emissora de televisão mais antiga em atividade na Bahia. É a segunda colocada em audiência na capital e região metropolitana.

## História

### Antecedentes
Em 1956, como parte de um plano de expansão da Rede de Emissoras Associadas, Assis Chateaubriand recebeu 9 concessões para implantar emissoras de televisão nas principais capitais brasileiras, e uma delas era o canal 5 VHF de Salvador. No mesmo ano, a Rádio Sociedade da Bahia promoveu duas transmissões experimentais do novo meio de comunicação, sendo elas uma missa na Basílica Nossa Senhora da Conceição da Praia e um show musical, em 8 e 9 de dezembro, respectivamente.
Tais transmissões, que foram vistas em alguns televisores espalhados em locais estratégicos da cidade com o apoio da Rebratel, serviram para aguçar a curiosidade dos futuros telespectadores, durante um processo que levou quatro anos, com a construção dos estúdios e instalação dos equipamentos e transmissores no bairro da Federação (onde funcionam até hoje), além da contratação e treinamento de profissionais novatos em televisão e comunicadores oriundos do rádio, que já eram habituados com programas ao vivo. Segundo o diretor regional dos Diários Associados na Bahia, Odorico Tavares, haviam sido investidos cerca de 80 milhões de cruzeiros na implantação da emissora. Faltando alguns meses para a inauguração, eram publicadas várias matérias nos periódicos locais, principalmente no Diário de Notícias e no Estado da Bahia, gerando expectativa entre os cidadãos que já estavam impacientes com os quatro anos de demora.

### Fase Diários Associados (1960–1980)

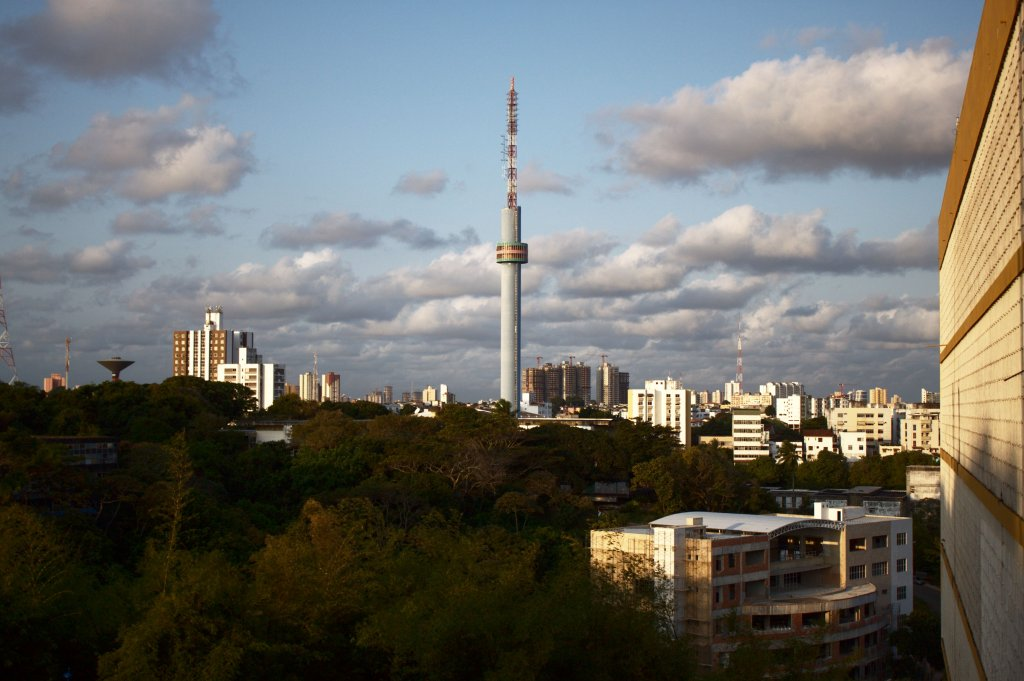
A torre da emissora, vista da Escola Politécnica da UFBA, em 2011

A TV Itapoan, sétima emissora dos Diários Associados e a primeira a ser inaugurada na Bahia, foi inaugurada às 17h do dia 19 de novembro de 1960, com uma solenidade transmitida ao vivo de seus estúdios, acompanhada por cerca de 80 convidados, dentre autoridades políticas como o governador da Bahia Juracy Magalhães, o prefeito de Salvador Heitor Dias Pereira, artistas como Homero Silva, Ziul Matos, Carlos Frias, Hebe Camargo e Lolita Rodrigues, além de empresários locais, sobretudo os patronos da emissora, Odorico Tavares, Pedro Ribeiro (primeiro presidente) e Inácio Tosta Filho, escolhido para ser o "padrinho" da TV Itapoan por Assis Chateaubriand. Este por sua vez, estava doente e não pode comparecer, tendo enviado uma mensagem lida por Francisco de Paula Azevedo Neto.
Para prevenir um incidente como o que ocorreu meses antes na inauguração da TV Rádio Clube de Pernambuco no Recife, os técnicos da TV Itapoan testaram todos os equipamentos de transmissão no dia anterior. Porém, no momento em que o cardeal Augusto Álvaro da Silva iria abençoar os estúdios, um apagão tirou a emissora do ar por 20 minutos. As solenidades foram finalizadas com um jantar oferecido pelo governador Juracy Magalhães no Palácio da Aclamação. Nos dias seguintes, também foram feitas novas transmissões especiais, como uma missa na Igreja Nosso Senhor do Bonfim e o primeiro clássico Ba-Vi da história da televisão baiana.
Em seu primeiro ano, a TV Itapoan operava regularmente entre 19h e 22h, como era comum nas emissoras da época. A programação, inteiramente ao vivo, era composta de programas infantis, de auditório, teleteatros com atores das Emissoras Associadas em São Paulo e Rio de Janeiro que excursionavam pelo país, e telejornais. Sempre ao encerramento da programação, era executada na voz de Dorival Caymmi a canção de ninar "Boi da Cara Preta". Como poucas pessoas tinham televisores e os aparelhos eram caríssimos, tornaram-se corriqueiras as aglomerações de cidadãos prestigiando as atrações em lugares públicos ou casas particulares. A própria emissora colocava um televisor na portaria da sua sede na Federação, para quem não tinha como acompanhar a programação.
Em 1963, a TV Itapoan passou a exibir atrações produzidas no Eixo Rio-São Paulo, graças a implantação do videotape, como telenovelas e programas de auditório da TV Tupi São Paulo e TV Tupi Rio de Janeiro, além de enlatados, dias ou até semanas depois de sua exibição original. A programação local, no entanto, ainda era predominante. Pela precariedade das operações, era comum que programas não começassem nos horários previstos, que telenovelas tivessem capítulos reprisados porque os outros não chegavam nos malotes, que shows e filmes anunciados não fossem pro ar, entre outras coisas que deixavam os telespectadores furiosos.
Em 1969, foi inaugurada a TV Aratu, sua primeira concorrente, que além de uma infraestrutura moderna e direção mais preparada, acabou levando a maior parte da audiência com os programas locais e os que eram retransmitidos da Rede Globo, forçando a TV Itapoan a se adaptar para não perder mais telespectadores. Na década de 1970, a Rede de Emissoras Associadas tornou-se a Rede Tupi de Televisão, e os primeiros programas transmitidos via satélite com o auxílio da Embratel começaram a ir ao ar pela emissora.[carece de fontes?]

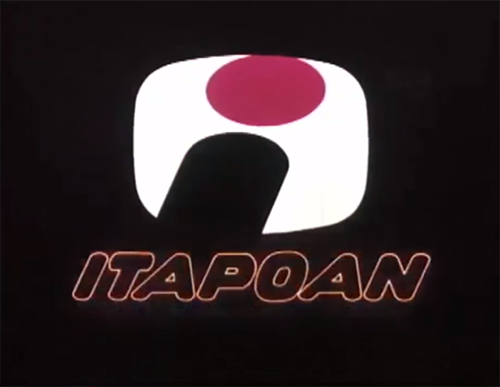
Logotipo da emissora entre 1978 e 1982

Na madrugada de 7 de julho de 1975, um curto-circuito desencadeou um incêndio de grandes proporções nas instalações da TV Itapoan, causando a destruição de todo o acervo de imagens dos seus pouco mais de 14 anos de existência e de seus equipamentos, restando apenas um aparelho de videotape. A emissora teve que investir cerca de 20 milhões de cruzeiros na compra de novos equipamentos, importados da Alemanha, Japão e Estados Unidos, e voltou a operar plenamente apenas em 1.º de agosto de 1976, mais de um ano depois do incêndio.
Além disso, os Diários Associados estavam envoltos em problemas financeiros e disputas entre os membros do Condomínio Acionário que assumiu o grupo com a morte de Assis Chateaubriand em 1968. Assim como as outras 12 emissoras próprias da Tupi, a TV Itapoan passou a acumular dívidas, atrasar os salários dos funcionários e trocar frequentemente de direção até o fim da década. Em 18 de julho de 1980, o Governo Federal cassou as concessões de sete emissoras por dívidas com a previdência social e corrupção financeira, extinguindo a Rede Tupi.

### Fase Sistema Nordeste de Comunicação (1980–1997)
Endividada em mais de 7 milhões de cruzeiros, a TV Itapoan também sairia do ar junto com as emissoras cassadas. No entanto, isto não aconteceu devido a uma interferência direta do então governador da Bahia, Antônio Carlos Magalhães, em visita ao presidente João Figueiredo em 14 de julho, juntamente com o então diretor da emissora, José de Almeida Castro. Na época, especulou-se que ACM iria comprar a TV Itapoan, em parceria com os empresários Orlando Moscoso e Ângelo Calmon de Sá, o que foi desmentido por ele. Este lobby possibilitou a sua venda, juntamente com a Rádio Sociedade da Bahia e a recém-inaugurada Itapoan FM, para o empresário e político Pedro Irujo, que criou o Sistema Nordeste de Comunicação. Do espólio dos Diários Associados na Bahia, restou apenas o Diário de Notícias, que faliu pouco tempo depois. Após a venda, a emissora realizou um acordo com o governo estadual para pagar impostos atrasados e convocou todos os seus credores através de notas publicadas em jornais, para quitar suas dívidas.[carece de fontes?]
Após perder os programas nacionais da Rede Tupi, a TV Itapoan e as outras cinco emissoras associadas que se salvaram da cassação em Brasília, Goiânia, Campina Grande, Manaus e Vitória, tiveram que providenciar uma programação independente, que no caso da emissora baiana era mesclada com atrações da TVS Rio de Janeiro. Com o surgimento das novas redes de televisão no início da década de 1980, a emissora tornou-se uma das primeiras afiliadas do Sistema Brasileiro de Televisão, inaugurado em 19 de agosto de 1981. Seguindo a mesma linha da rede, a TV Itapoan investiu em programas de auditório, infantis e jornalísticos populares, além de ter destacado vários profissionais que fizeram sucesso em emissoras concorrentes e em rede nacional. No decorrer da década, a emissora expande o sinal para o interior baiano, com o auxílio das retransmissoras mantidas pelo Departamento de Telecomunicações do Estado da Bahia (Detelba), que usavam enlaces de micro-ondas providenciados pela Telebahia. O mesmo ocorria com a TV Aratu e suas mais novas concorrentes, TV Bandeirantes Bahia, TV Bahia e TVE Bahia.
Na década de 1990, a exemplo do SBT, a TV Itapoan já estava consolidada como vice-líder de audiência e uma das principais afiliadas da rede. Em 1995, seu sinal chegava em cerca de 40% dos municípios baianos, quando deixou de usar o sistema de retransmissoras da Detelba e passou a fazer parcerias com prefeituras locais, algumas delas mantidas até hoje.[carece de fontes?]
Em 1997, o Sistema Nordeste de Comunicação começou a ter problemas internos causados pela falência do jornal Bahia Hoje e disputas entre os familiares pelo controle do grupo. Em março daquele ano, a Central Record de Comunicação adquiriu a TV Itapoan e sua co-irmã Rádio Sociedade da Bahia pela quantia de 36 milhões de reais. A compra tornou a TV Itapoan a décima terceira emissora própria da Rede Record, em franca expansão pelo país, e encerrou a afiliação de longa data com o SBT após quase 16 anos, que seria mantida até 15 de junho. Para promover a estreia, a emissora organizou um show com a apresentadora Mara Maravilha, uma de suas revelações na década de 1970 e então contratada da Record, em 28 de maio.

### Emissora própria da Record (1997–presente)
A TV Itapoan juntou-se oficialmente à Rede Record na meia-noite do dia 16 de junho, após a exibição do Programa Silvio Santos. Ao mesmo tempo, o SBT passava a ser retransmitido pela TV Aratu, que deixava a Central Nacional de Televisão após um período de arrendamento iniciado em junho de 1995. O primeiro programa exibido pela emissora em sua nova afiliação foi o infantil Mundo Maravilha, às 9h. No mesmo dia, Ana Maria Braga apresentou ao vivo de Salvador o Note e Anote, em uma transmissão que ficou marcada por problemas técnicos.
Com a troca de afiliação, a emissora passou a oscilar entre a segunda e a terceira colocação de audiência, uma vez que a programação da Record ainda começava a se tornar competitiva em relação as outras redes. Em 1998, deixou de usar o sistema de retransmissão via micro-ondas para o interior e passou a transmitir via satélite, atingindo mais de 150 municípios e uma população estimada em 10 milhões de pessoas. A TV Itapoan investiu em novas atrações locais, sobretudo no jornalismo, que passou a contar com programas policiais e de apelo popular que garantiram altos índices de audiência a partir da década de 2000, como o Balanço Geral (mais tarde expandido para as outras emissoras próprias da Record) e o Se Liga Bocão.[carece de fontes?]

Logotipo da emissora entre 2006 e 2011. Durante a maior parte da década de 2000, a TV Itapoan usava uma identidade visual diferente das outras emissoras próprias da Record

Juntamente com a própria Record em termos nacionais, a TV Itapoan reassumiu a vice-liderança de audiência em 2007, passando também a competir diretamente com a TV Bahia, afiliada da Rede Globo, pelo primeiro lugar. Nesse mesmo ano, em 11 de junho, como parte de um projeto para as emissoras da Record no Nordeste, a emissora passou a adotar em transmissões regionais o nome TV Record Nordeste, conservando no entanto a marca "TV Itapoan" em sua programação. A emissora também ganhou novos cenários para os seus programas, dentre eles uma newsroom, compartilhada na época com a recém-inaugurada Record News, na produção do telejornal Record News Nordeste.[carece de fontes?]
Em 4 de julho de 2011, a TV Itapoan passa a se chamar TV Record Bahia, abandonando o nome fantasia utilizado há 51 anos (dentre as emissoras pertencentes à Record, ela era a única que ainda conservava a nomenclatura original desde a sua aquisição em 1997). Em 4 de julho de 2013, com a conversão da TV Cabrália de Itabuna em uma emissora própria da Rede Record, algumas das retransmissoras da TV Record Bahia no sul e sudoeste baiano passaram a transmitir o sinal da emissora, e outras o sinal da Record News. Em 2014, a TV Record Bahia investiu cerca de 20 milhões de reais em melhorias estruturais para a sua sede, inaugurando novos estúdios com cerca de 200 m², além de 12 ilhas de edição de reportagens para os telejornais e programas, que passariam a ser produzidos e exibidos em alta definição, bem como novos equipamentos. As mudanças estrearam oficialmente em 1.º de dezembro, juntamente com a nova programação do canal.

Logotipo da emissora entre 2016 e 2023.

Em 24 de novembro de 2016, com a reformulação da marca da rede, a emissora passou a se chamar RecordTV Itapoan, voltando a utilizar o antigo nome fantasia para evitar alusões à concorrente TV Bahia. No segundo semestre de 2017, com o sucesso da programação local totalmente voltada a programas jornalísticos, a RecordTV Itapoan atingiu os maiores índices de audiência dentre as emissoras da RecordTV nas praças aferidas pela Kantar IBOPE Media. Em 16 de junho de 2018, a emissora ficou na liderança na média diária entre 7h e 0h. Naquele ano, ainda emplacou vitórias contra os programas locais diários da TV Bahia, chegando a superar inclusive programas nacionais da Rede Globo, como o Vídeo Show e o Jornal Nacional.
Em 13 de fevereiro de 2019, um curto-circuito numa luminária causou um princípio de incêndio na emissora, sendo a primeira vez que a RecordTV Itapoan pegou fogo desde a destruição das suas instalações em 1975. O Balanço Geral BA, que estava sendo exibido ao vivo durante o ocorrido por volta de 13h, teve que ser improvisado com links externos e matérias exibidas sem a intervenção do apresentador José Eduardo, enquanto a brigada de incêndio controlava a situação. Alguns minutos depois, já no pátio da emissora, o apresentador entrou novamente ao vivo, explicando a situação aos telespectadores e informando que estava tudo resolvido.
Entre 2021 e 2023, a RecordTV Itapoan passou por uma nova queda de audiência, à medida em que a TV Bahia voltou a consolidar a liderança absoluta em Salvador e passou a deter a maior audiência entre as emissoras da TV Globo. O Balanço Geral BA, único programa da grade que ainda conseguia alcançar o primeiro lugar na medição do IBOPE, passou a sofrer derrotas ainda mais constantes contra o Bahia Meio Dia, que chegou à liderança na média do primeiro trimestre de 2023 com uma distância de três pontos para o jornalístico comandado por José Eduardo.
A queda de audiência da emissora resultou na demissão do diretor de jornalismo Gustavo Orlandi, que aconteceu em 5 de junho do mesmo ano, quando ele foi substituído por Leonardo Habib. Em julho, o Balanço Geral BA também chegou a ser derrotado pelo Globo Esporte Bahia e pelo Jornal Hoje. No mesmo mês, a emissora promoveu demissões em diversos setores, como edição de texto, motoristas e cinegrafistas; 15 profissionais foram desligados. Em 6 de novembro, seguindo mais um rebranding da rede, que voltou a ser chamada apenas de Record, a RecordTV Itapoan abandonou novamente o tradicional nome fantasia "Itapoan", retomando a nomenclatura Record Bahia.

## Sinal digital
| Canal virtual | Canal digital | Resolução de tela | Programação                                    |
| ------------- | ------------- | ----------------- | ---------------------------------------------- |
| 5.1           | 21 UHF        | 1080i             | Programação principal da Record Bahia / Record |

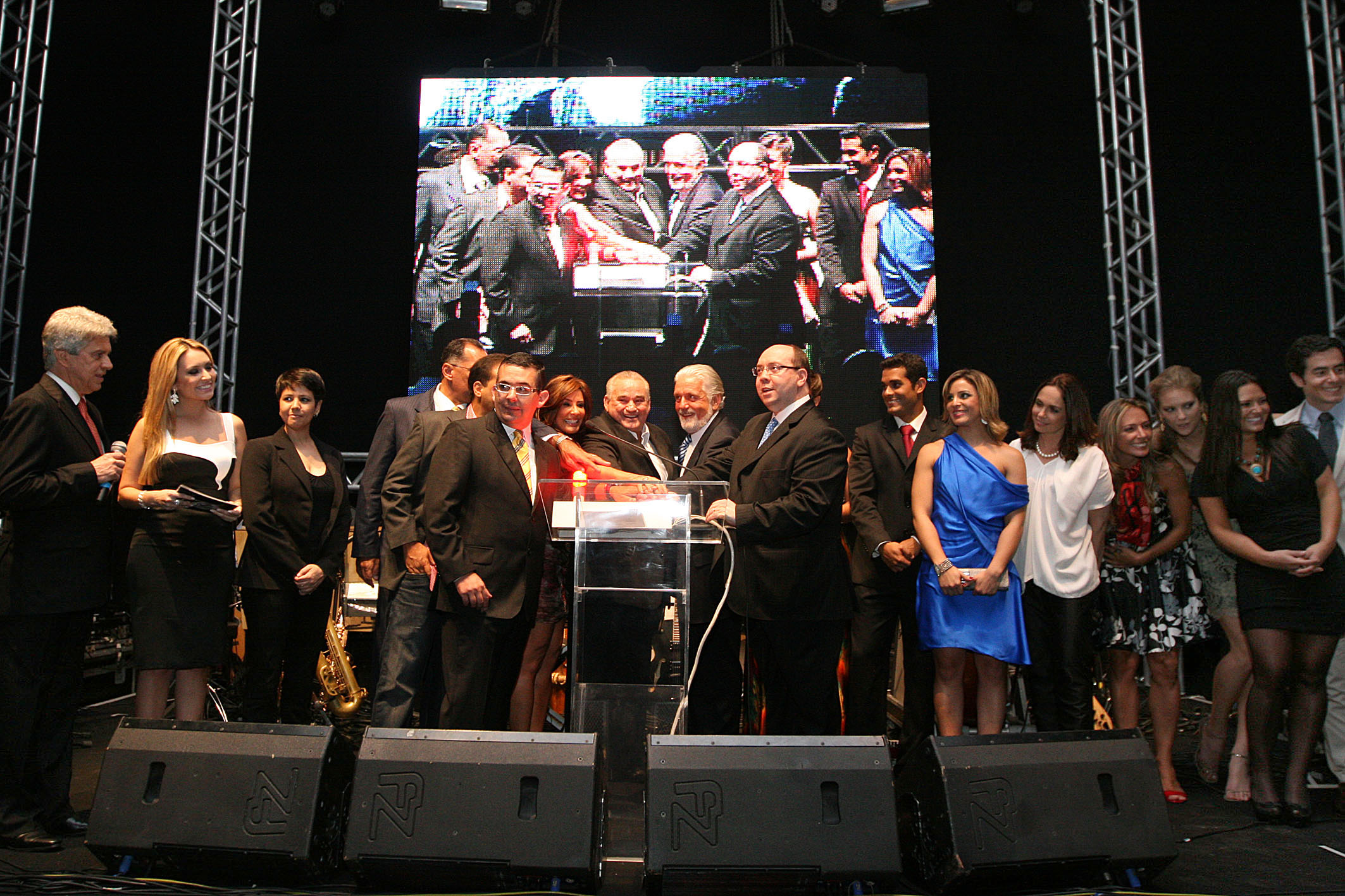
Cerimônia pelo aniversário de 50 anos da emissora em 2010, ocasião em que foi inaugurado o seu sinal digital

A então TV Itapoan iniciou suas transmissões digitais em 19 de novembro de 2010, data do seu aniversário de 50 anos, através do canal 21 UHF para Salvador e região metropolitana. Os programas da emissora passaram a ser produzidos em alta definição em 1.º de dezembro de 2014.
Transição para o sinal digital
Com base no decreto federal de transição das emissoras de TV brasileiras do sinal analógico para o digital, a então RecordTV Itapoan, bem como as outras emissoras de Salvador, cessou suas transmissões pelo canal 5 VHF em 27 de setembro de 2017, seguindo o cronograma oficial da ANATEL. A emissora cortou a transmissão às 23h59, durante a transmissão do Gugu. Após a divisão de rede, foi exibido um informativo sobre a TV digital apresentado por Fábio Porchat, e logo em seguida foi inserido o slide do MCTIC e da ANATEL sobre o switch-off.

## Programas
Atualmente, além de retransmitir a programação nacional da Record, a Record Bahia produz e exibe os seguintes programas:
- Bahia no Ar: Jornalístico, com Jessica Smetak;
- Balanço Geral BA: Jornalístico, com Marcus Pimenta;
- Balanço Geral BA Edição de Sábado: Jornalístico, com Tiale Acrux;
- Cidade Alerta Bahia: Jornalístico, com Adelson Carvalho.

Diversos outros programas compuseram a grade da emissora e foram descontinuados:
- A Bahia Que a Gente Gosta
- Abre Coração
- BA Record
- Balanço Geral BA Manhã
- Bichos e Bruxas
- Bom Bom Show
- Bom D+
- Bossa Broto
- Bozo
- Câmera 5
- Clube do Mickey
- Coisas da Vida
- BA Direto da Redação
- Domingo Show Criança
- Escada Para o Sucesso
- Esporte Record BA
- Fala Brasil (bloco local)
- Flash Decor
- Hoje em Dia Bahia
- Informe Bahia
- Itapoan Serviço
- J & J Comandam o Espetáculo
- Jornal do Meio-Dia
- Lance Livre
- Maria Fumaça
- Minha Terra
- Mulher Total
- Mulher É Pra Se Cuidar
- O Mundo do Chiquinho
- O Povo na TV
- O Som do Big Ben
- Página 1
- Papo de Bola
- Parquinho: Um Show de Criança
- Poder Jovem
- Prato da Casa
- R7 BA Entrevista
- Rádio Escuta
- Record Nordeste
- Repórter Esso
- Revista Record
- Sabatinas da Alegria
- Se Liga Bocão
- Show da Tarde
- Telejornal / Telejornal Petrobras
- Telesportes
- TJ Bahia
- Toque Premiado
- Tudo a Ver Bahia
- Verdade do Povo
- Video Jovem

### Jornalismo
Os primeiros noticiários da TV Itapoan foram o Repórter Esso, exibido às 20h, e o Telejornal (posteriormente renomeado Telejornal Petrobras, por razões de patrocínio), exibido às 22h30. A equipe de jornalismo, composta por três redatores e três laboratoristas era chefiada por Francisco Aguiar, que participou de intercâmbio com outros profissionais das Emissoras Associadas para adaptar as técnicas de produção jornalísticas, que na época eram precárias e exigiam muita criatividade.
Inicialmente, a emissora dispunha de apenas dois repórteres, um pela manhã e outro pela tarde, que tinham que produzir uma média de 6 a 10 pautas por dia cada um. As matérias eram gravadas em películas de 35 mm e 16 mm, e seu processo de edição se dava através de recortes das imagens como na montagem de um filme, pois ainda não havia ilha de edição e nem videotape. Para acelerar o processo e poupar material, o repórter gravava as locuções da matéria ao mesmo tempo que ela era filmada, e o cinegrafista ia encaixando as imagens junto com o roteiro. Quando não sobrava tempo para passar uma matéria, apenas as imagens iam pro ar, com o âncora narrando em off de acordo com o que estava no roteiro.
Como na época todo o processo de produção era local, a emissora também mostrava matérias de outros estados, que eram entregues de avião e divulgadas dias depois de terem ocorrido. O mesmo processo se dava com as notícias internacionais. A TV Itapoan recebia material feito por embaixadas e agências de notícias como a United Press International. Quando os filmes eram em inglês, os redatores que não dominavam outro idioma além do português redigiam textos "traduzidos" de acordo com que passava nas imagens, para imprimir uma notícia próxima da realidade.
Com a chegada do videotape em 1963 e anos depois a transmissão via satélite, parte desses problemas foram aos poucos solucionados. No processo de integração nacional das emissoras da Rede Tupi, a TV Itapoan exibiu noticiários como Correspondentes Brasileiros Associados e Grande Jornal, onde também fazia blocos locais. Mas por conta do incêndio que ocorreu em 1975 e a crise que se seguiu, o processo de produção jornalística ficou novamente comprometido. No fim da década de 1970, a TV Itapoan mantinha apenas um repórter para seus telejornais. José Raimundo trabalhava fazendo matérias para o Jornal do Meio-Dia e para o bloco local do Rede Tupi de Notícias, e o seu salário era à base de permutas. Os equipamentos também estavam completamente obsoletos e sucateados, e o panorama só começou a ser revertido após a venda da emissora em 1980.

Antiga unidade móvel da emissora, utilizada entre meados dos anos 70 e 80, durante a cobertura do carnaval em 1981

No início da década de 1980, a TV Itapoan estreou o programa O Povo na TV, que se baseava no homônimo exibido pelo SBT. A atração era apresentada por Ivan Pedro, Cristóvão Rodrigues, Gerson Macedo e Raimundo Varela, e dentre seu conteúdo, destacavam-se matérias sobre problemas urbanos, além de pautas sensacionalistas e de forte apelo popular. O programa também tinha viés assistencialista, com quadros onde eram feitos apelos por doações a famílias carentes.
O sucesso definitivo com uma atração deste tipo, no entanto, viria alguns anos mais tarde. Em dezembro de 1985, a TV Itapoan estreou o jornalístico Balanço Geral, baseado na versão radiofônica transmitida pela sua co-irmã Rádio Sociedade desde 1980, seguindo basicamente a mesma linha de O Povo na TV. Inicialmente, sua apresentação estava a cargo de Fernando José, e as reportagens eram feitas exclusivamente por Guilherme Santos (mantendo uma editoria separada dos demais noticiários da TV Itapoan), sendo essa a dupla que fazia o noticiário radiofônico até então. Guilherme também ancorava aos sábados uma versão voltada ao interior baiano, intitulada Balanço Geral do Interior, além de cobrir as folgas de Fernando José.
Em 1988, ambos deixam a atração para concorrer nas eleições municipais de Salvador — sendo que Fernando José se elegeu prefeito e Guilherme Santos vereador —, e o Balanço Geral passou a ser ancorado pelos mesmos responsáveis pela versão radiofônica, sendo eles Cristovão Rodrigues, Djalma Costa Lino e Raimundo Varela, sendo este último quem se firmou à frente do programa, enquanto as reportagens passaram a ser feitas por Zé Bim. Em 1990, Varela deixou a TV Itapoan após desentendimentos com a direção da emissora, e o programa foi assumido por Genildo Lawinscky. No entanto, devido aos baixos índices de audiência, o Balanço Geral foi extinto ainda naquele ano.
A década de 1980 também seria marcada pelo investimento no jornalismo esportivo, quando entraram no ar os programas Telesportes e Lance Livre, tendo à frente nomes como Chico Queiroz, Antonio Pastori, Fernando José, Armando Mariani, Raimundo Varela, José Eduardo, Paulo Cerqueira, Juracy Santos, Moisés Bisesti, entre outros, que também atuavam nas jornadas esportivas da Rádio Sociedade. O Telesportes tinha exibição diária e se manteve no ar até meados da década de 2000, enquanto o Lance Livre era uma mesa-redonda que ia ao ar aos domingos, geralmente debatendo os jogos da semana e exibindo compactos das partidas que não podiam ir ao ar ao vivo pela TV Itapoan, seja por políticas de blackout ou falta de espaço na programação.
Na década de 1990, seguindo a padronização do jornalismo do SBT, estreou o telejornal TJ Bahia, que tinha duas edições diárias, às 12h40 e às 19h. Nas manhãs, era exibido o Câmera 5, programa de debates sobre política, economia e assuntos cotidianos, além de notícias factuais. Nesta fase do jornalismo da TV Itapoan, destacaram-se profissionais como Genildo Lawinscky (que também respondia pela direção de jornalismo), Débora Ximenes, Christina Miranda, Adriana Quadros, Liana Cardoso e Adriana Oliveira.
Porém, foi com a compra pela Rede Record em 1997 que o jornalismo da TV Itapoan assumiu o protagonismo definitivo da programação. O TJ Bahia foi extinto e substituído pelo Informe Bahia, adequando-se ao padrão dos noticiários locais da nova rede, tendo ao seu comando âncoras como Adriana Quadros, Frank de Castro, Iga Bastianelli e Ludmila Bertié entre 1997 até a primeira metade da década de 2000. A TV Itapoan também reestreou na mesma época o Balanço Geral, com o retorno de Raimundo Varela para a emissora após 7 anos na Band Bahia.

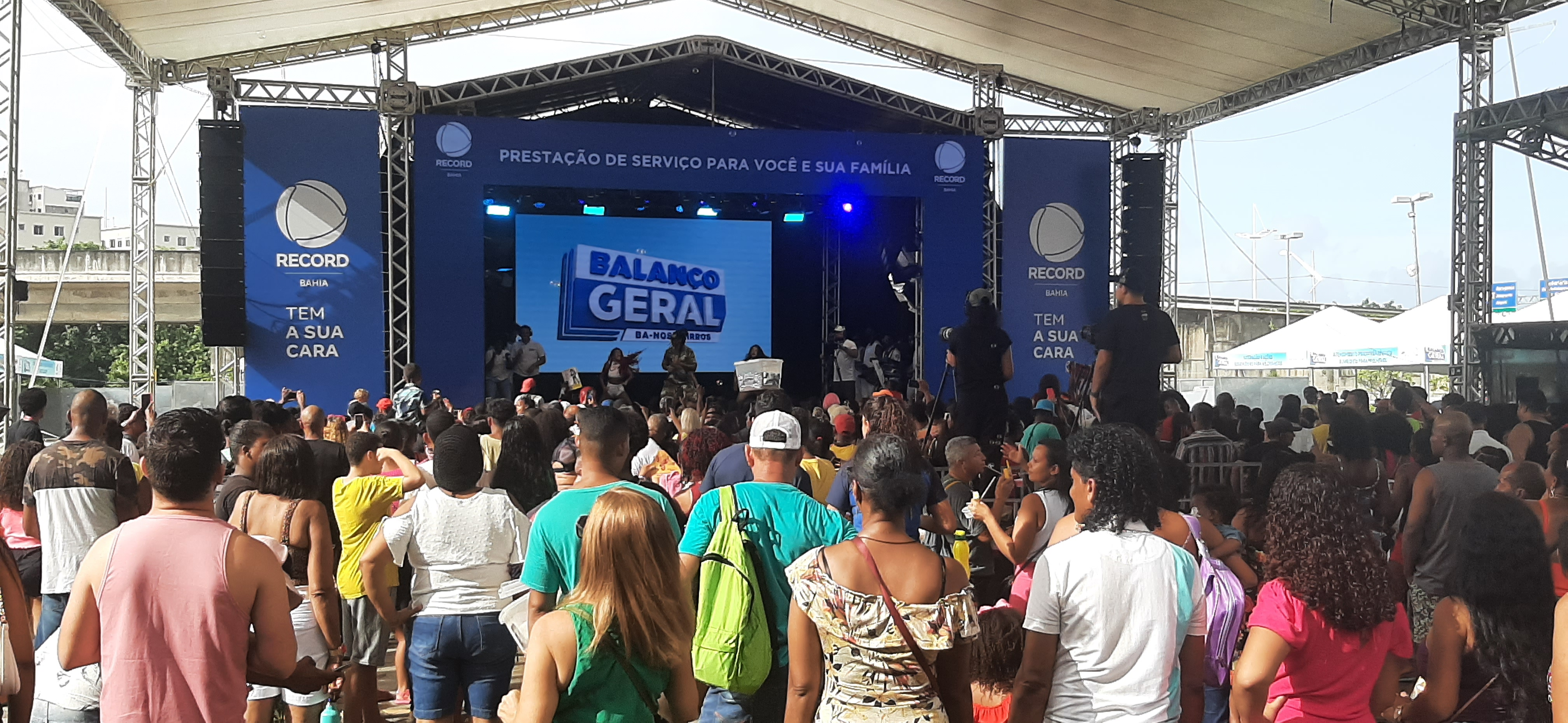
Edição do Balanço Geral BA nos Bairros no Salvador Norte Shopping, no bairro de São Cristóvão, em 6 de abril de 2024.

Nessa época, o programa passou a contar com o repórter Ely Correia, que fazia o quadro "Chutando o Balde", onde eram atendidas reivindicações da população, e posteriormente o esportivo "Explode Coração", onde ele se envolvia no meio das torcidas baianas durante jogos de futebol. Uma vez por mês, aos sábados, o programa também passou a promover uma edição especial intitulada Balanço Geral nos Bairros, onde é realizado um mutirão em alguma localidade de Salvador ou do interior, sendo oferecidos serviços gratuitos como cabeleireiro, manicure, oftalmologista, além de shows com artistas convidados. O sucesso do Balanço Geral em sua nova fase levou a Rede Record a expandir o formato do jornalístico para outras praças a partir de 2004, e desde então, praticamente todas as afiliadas possuem uma versão do programa.
Em 2005, surgiu nas manhãs o telejornal Bahia no Ar, apresentado por Daniela Prata. Em 2006, à exemplo do que já era feito em outras emissoras próprias da Rede Record, estreou o Esporte Record, apresentado pelo locutor esportivo Silvio Mendes, e contando também com nomes como Carolina Lima, Glauber Matos, Ely Almeida, Valter Lima e Noel Tavares. O programa durou até meados de 2007, quando passou a ser um quadro do Balanço Geral. Com os recém adquiridos direitos de transmissão do Campeonato Baiano, a emissora também reestreou o Lance Livre, que era exibido junto com as partidas. Em junho do mesmo ano, o apresentador Raimundo Varela precisou se afastar do comando do Balanço Geral para tratar de problemas de saúde, tendo seu posto assumido por Gerdan Rosário durante 7 meses. Após um período de recuperação, Varela voltou ao Balanço Geral em 2 de janeiro de 2007.
Nesse mesmo dia, Gerdan Rosário assumiu a apresentação do Página 1, que no entanto durou pouco tempo no ar. Gerdan viria a apresentar o Bahia no Ar até 30 de julho, quando a titular Daniela Prata retornou de uma licença-maternidade. Ainda no início de 2007, o telejornal Informe Bahia passa a se chamar Bahia Record, seguindo a padronização dos noticiários da rede. Em abril, Carolina Lima passou a apresentar o telejornal junto com Jefferson Beltrão, substituindo Ludmila Bertié, que foi para a Band Bahia. Pouco depois, foi a vez de Jefferson Beltrão, que era titular da atração desde 2003 deixar a TV Itapoan após ser contratado pela TV Bahia. Para seu lugar, foi contratado da mesma emissora o repórter Marcus Pimenta, que assumiu a bancada em 14 de abril.
Em 7 de janeiro de 2008, José Eduardo foi anunciado no Balanço Geral como o novo contratado da emissora. Ele havia deixado a TV Aratu em dezembro, e de acordo com a imprensa, o desligamento estaria relacionado ao recebimento de diversas denúncias que davam conta de que "Bocão" estaria utilizando a influência do Se Liga Bocão para chantagear e extorquir empresários baianos, sob a ameaça de difamá-los caso não pagassem a ele. As supostas reclamações, nunca esclarecidas, foram divulgadas indiretamente no próprio programa do apresentador, em 21 de dezembro de 2007, pelos repórteres Uziel Bueno e Zé Bim. Em 14 de janeiro de 2008, 13 dias após ser exibido pela última vez na TV Aratu, o Se Liga Bocão estreou pela TV Itapoan.
Com isso, o tempo de arte do Balanço Geral que até então era concorrente da atração no período vespertino foi reduzido, e a TV Itapoan passou a ter dois jornalísticos com a mesma temática em sequência na grade. Em julho, Raimundo Varela foi afastado da apresentação do Balanço Geral após entrar na campanha eleitoral de ACM Neto para a prefeitura de Salvador, sendo substituído durante 90 dias por Cláudio Luís.

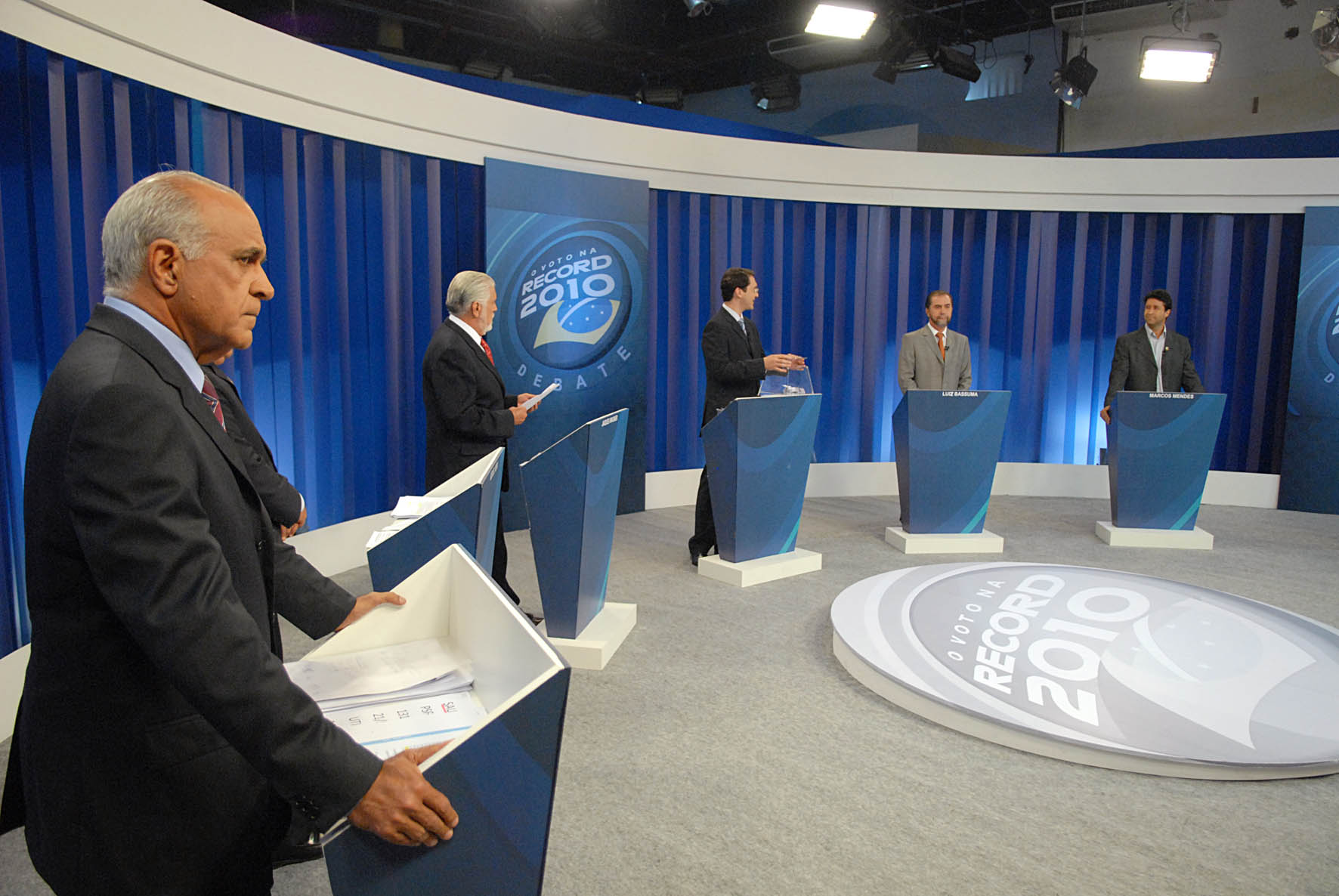
Debate eleitoral com os candidatos a governador da Bahia, realizado pela emissora em 20 de setembro de 2010

Em 19 de outubro de 2009, estreou o telejornal Record Nordeste, apresentado por Adriana Quadros, que retornava à TV Itapoan após 8 anos. A atração abordava notícias que eram destaque nos nove estados do Nordeste e era retransmitida pelas outras afiliadas da Rede Record na região. Inicialmente, por conta do horário de verão, ia ao ar as 11h30, passando para as 7h em 21 de fevereiro de 2010. Em 11 de janeiro daquele ano, a emissora reestreou na faixa noturna diária o Esporte Record, novamente sob a apresentação de Silvio Mendes, além de Silmara Miranda, que havia sido uma das dançarinas do grupo É o Tchan!. A nova fase do programa teve vida curta, e acabou sendo cancelada em novembro do mesmo ano, pondo fim as atrações esportivas do canal desde então.
Em 2 de fevereiro de 2011, a TV Itapoan passou a dispor do "Águia Dourada", helicóptero utilizado para cobertura jornalística ao vivo nos seus telejornais. Em 18 de fevereiro, com o fim do horário de verão, o Record Notícias foi extinto e Adriana Quadros passou a fazer reportagens e cobrir as folgas dos âncoras titulares nos outros telejornais. Ainda em fevereiro, com a ida de Marcus Pimenta para o Hoje Em Dia Bahia, o repórter Juca Badaró passou a apresentar o Bahia Record ao lado de Carolina Lima.
Em 4 de julho, o Balanço Geral passou a ser exibido durante as manhãs, antes do Fala Brasil, enquanto o Se Liga Bocão aumentou sua duração para ocupar o espaço do programa durante o período vespertino. Em 2 de setembro, Daniela Prata apresentou pela última vez o Bahia no Ar, sendo pouco tempo depois contratada pela TV Aratu para assumir o Bom Dia Bahia. Em seu lugar, a então repórter Jessica Senra passou a apresentar o telejornal matinal a partir de 5 de setembro.
Em 14 de maio de 2012, o Bahia Record estreou um novo formato e voltou a ser apresentado por Marcus Pimenta, que retornou a atração após o fim da edição local do Hoje Em Dia meses antes, substituindo Carolina Lima e Juca Badaró. Em 11 de junho, com o sucesso da nova fase do Cidade Alerta exibido pela Record em São Paulo, a TV Record Bahia estreou a sua versão do jornalístico, o Cidade Alerta Bahia, apresentado por Adelson Carvalho. Em 5 de julho, menos de dois meses após ter retornado ao Bahia Record, Marcus Pimenta foi demitido da emissora e seu posto foi interinamente assumido pela repórter Louise Calegari, até o retorno de Carolina Lima ao telejornal em 13 de agosto. Em 8 de outubro, o Bahia no Ar foi transferido para a faixa do meio-dia, enquanto o Balanço Geral ganhou mais uma hora de duração para preencher o espaço do telejornal.
Em 6 de maio de 2013, a Record Bahia alterou novamente sua programação, com a estreia do BA Direto da Redação, apresentado por Ricardo Sapia às 6h30 e a troca de horários entre o Balanço Geral, que voltou a ser exibido à tarde, e o Bahia no Ar, que passou novamente para as manhãs. Em 11 de outubro, Analice Salles é contratada pela TV Record Bahia, deixando a TV Aratu, onde apresentava o policialesco Na Mira. Com a contratação da apresentadora, Ricardo Sapia foi demitido e o BA Direto da Redação ficou no ar até ser extinto em 1.º de novembro. Em 4 de novembro, estreou na programação diária o jornalístico Verdade do Povo, no qual Analice assumiu a apresentação. A estreia do novo programa criou uma sequência de três atrações voltadas ao jornalismo popular na grade, juntamente com o Balanço Geral e o Se Liga Bocão.
Em 6 de janeiro de 2014, a emissora promove novas alterações na programação, além de uma "dança das cadeiras" entre os apresentadores. Raimundo Varela, que apresentava o Balanço Geral no horário da tarde, passou novamente para as manhãs em uma nova edição do jornalístico, antecedendo o Bahia no Ar. A edição vespertina do Balanço Geral passou a ser apresentada por Adelson Carvalho, que teve sua vaga no Cidade Alerta Bahia ocupada por Analice Salles. Esta por sua vez deixou o Verdade do Povo, que foi cancelado. A Record Bahia ainda promoveria uma nova alteração na grade em fevereiro, quando cancelou a exibição do telejornal Bahia Record após 7 anos no ar e estendeu a duração do Cidade Alerta Bahia na faixa noturna.

Jessica Senra na apresentação do Bahia no Ar, em 1.º de dezembro de 2014

No fim do ano, em 1.º de dezembro, a Record Bahia estreou novos e amplos cenários para os telejornais e programas jornalísticos da casa, bem como passou a exibir todas as suas atrações em alta definição. Além disso, houve uma nova "dança das cadeiras" no jornalismo. Como era esperado desde setembro, o Se Liga Bocão que estava no ar desde 2008 deixou a grade, e seu apresentador José Eduardo passou a ancorar o Balanço Geral no lugar de Adelson Carvalho, que passaria a apresentar as edições de sábado. Adelson também reassumiu o comando do Cidade Alerta Bahia, após Analice Salles ser transferida para São Paulo, onde passou a atuar como repórter da versão nacional do programa.
Analice retornou para a Record Bahia três meses depois, para assumir o Balanço Geral Especial em 24 de janeiro de 2015, substituindo Adelson Carvalho. Em 27 de outubro do mesmo ano, estreou o programa de entrevistas R7 BA Entrevista, apresentado por Adelson Carvalho durante as manhãs de terça e quinta-feira, onde eram geralmente recebidas personalidades e autoridades públicas que debatiam temas cotidianos. O programa ficou no ar até meados de 2016, quando deu espaço novamente ao Balanço Geral Manhã. Em outubro do mesmo ano, Analice Salles é dispensada da Record Bahia após não ter seu contrato renovado, e com isso o Balanço Geral Especial passa a ser feito em esquema de rodízio com os outros âncoras e repórteres da emissora, sem apresentador fixo.
Em 3 de julho de 2017, a RecordTV Itapoan anunciou a contratação de Patrícia Abreu, até então apresentadora da TV Bahia, onde estava desde 2005. Patrícia passou a ancorar o BA Record em seu retorno à grade, em 25 de julho, quando a RecordTV promoveu uma reformulação da programação local de suas emissoras próprias e afiliadas. Neste ínterim, o Cidade Alerta também passou a ser localmente exibido de forma integral para a Bahia, no lugar da versão nacional, o que durou até 29 de janeiro de 2018.
Em 12 de março daquele ano, após seis anos no BA no Ar, Jessica Senra deixou a apresentação do telejornal após ser contratada pela TV Bahia, no auge da guerra de audiência contra a emissora. O BA no Ar foi então assumido interinamente por Lais Cavalcante, até que uma semana depois, em 20 de março, a RecordTV Itapoan "contra-atacou" e anunciou a contratação de Jessica Smetak, até então âncora da TV Bahia no concorrente Jornal da Manhã. Smetak assumiu o BA no Ar a partir de 16 de abril.
Em 31 de agosto, a âncora do BA Record, Patrícia Abreu, foi demitida da RecordTV Itapoan após fazer uma postagem em suas redes sociais que homenageava os 40 anos do Globo Esporte, programa exibido na TV Bahia e do qual havia sido apresentadora de 2004 a 2017, quando deixou a emissora. A RecordTV Itapoan comunicou que a demissão da jornalista havia sido motivada por "questões editoriais". Para seu lugar, foi feito um rodízio na apresentação, envolvendo as repórteres Tiale Acrux, Maíra Portela, Ticiane Bicelli e Lais Cavalcante, até a efetivação desta última.
Em 8 de janeiro de 2021, a emissora extinguiu pela segunda vez o BA Record, demitindo a apresentadora Laís Cavalcante, a editora-chefe Cristiane Silva, e outros funcionários da produção do telejornal. Com a extinção do noticiário, a exemplo do que havia acontecido em fevereiro de 2014, o Cidade Alerta teve sua duração ampliada para o ocupar o espaço que ficou vago. Em 19 de fevereiro, foi a vez do Balanço Geral Manhã deixar a programação, e com isso, o BA no Ar teve a sua duração ampliada.
Em 13 de setembro, José Eduardo passou a dividir a apresentação do Balanço Geral com Adelson Carvalho, que tornou-se apresentador de um segmento do programa entre 13h50 e 15h20. A mudança foi um pedido de Eduardo, que há tempos vinha se queixando da extensa duração do jornalístico. Dessa forma, o lugar de Adelson no Cidade Alerta passou a ser ocupado por Jessica Smetak, que por sua vez, deixou a apresentação do telejornal BA no Ar para Tiale Acrux. Em 27 de fevereiro de 2023, Jessica assumiu o Balanço Geral ao voltar de sua licença-maternidade, o que resultou no retorno de Adelson ao Cidade Alerta.
Em 11 de março de 2024, a Record Bahia lançou um bloco local do Fala Brasil, produzido pela equipe do Bahia no Ar. O espaço local no telejornal nacional, que é exibido às 8h45, já era adotado por outras emissoras da Record em cidades como Belo Horizonte, Recife, Rio de Janeiro e São Paulo há um ano. A estação, ainda como RecordTV Itapoan, deveria estrear o bloco em Salvador entre março e abril de 2023, mas a estreia foi adiada. O bloco deixou de ser exibido em maio.
No início de abril, com o anúncio da estreia do Alô Juca, apresentado pelo ex-funcionário Marcelo Castro (demitido da estação no final de março de 2023 em meio ao escândalo do Pix) na TV Aratu, a Record Bahia iniciou movimentações para barrar o novo concorrente na audiência. A partir do dia 15 de abril, na estreia do programa da afiliada do SBT, o Balanço Geral BA passou a contar com reportagens policiais de Fábio Gomes (até então narrador e apresentador esportivo na TV Aratu) e estreou um formato mais apelativo. Na estreia, o Alô Juca chegou a alcançar a vice-liderança contra o Hoje em Dia, empatou com o jornalístico apresentado por José Eduardo em alguns momentos e triplicou a audiência da concorrente na média.
Em 11 de outubro de 2024, ainda sofrendo com a forte concorrência da TV Aratu na hora do almoço, a Record Bahia demitiu a chefe de redação Daiane Lima. O desligamento teria relação com a desconsideração, pela profissional, do caso do desaparecimento de Helmarta Luz, conhecida como "Martinha". A cobertura do assunto pelo concorrente Alô Juca levou a afiliada do SBT à vice-liderança absoluta de audiência no horário, vencendo inclusive o confronto direto com o Balanço Geral BA, apresentado por José Eduardo. Em 14 de outubro de 2024, com o objetivo de barrar o crescimento do Alô Juca, a Record Bahia passou a iniciar o Balanço Geral BA às 11h30, sendo a única emissora da Record a nível nacional que inicia sua programação local vespertina neste horário.
A intensificação da disputa de audiência com a TV Aratu, cada vez mais consolidada na vice-liderança, causou uma nova mudança no comando do jornalismo da Record Bahia em 1° de novembro. O diretor de jornalismo Leonardo Habib deixou a emissora para assumir outra estação própria da Record, e para ocupar o cargo, o canal 5 de Salvador contratou Glauber Mateus, até então gerente de conteúdo da afiliada do SBT. O principal objetivo de Glauber na condução da emissora é recuperar o público perdido para o Alô Juca.
Em 13 de junho de 2025, a Record anunciou que José Eduardo não fazia mais parte do quadro de apresentadores da Record Bahia, deixando a emissora após 17 anos. A decisão aconteceu pouco após outra mudança no horário do Balanço Geral BA, desta vez para 10h55, que não ajudou a emissora a sair do terceiro lugar na hora do almoço. Para substituir "Bocão", foi escolhido o jornalista Marcus Pimenta, que estava na Record Belém e retornou à estação baiana após 13 anos, com estreia no dia 30 de junho.
Com a mudança no Balanço Geral BA, que passou a ser comandado por Pimenta durante toda sua exibição, a Record Bahia promoveu mais uma 'dança das cadeiras', levando Jessica Smetak de volta ao Bahia no Ar. Tiale Acrux, que comandava o matinal, passaou a ser a apresentadora titular do Balanço Geral BA Edição de Sábado, que até então era apresentado em esquema de rodízio por repórteres da estação.

### Entretenimento
Nas primeiras três décadas de existência da TV Itapoan, os programas de entretenimento foram predominantes na grade. A atração pioneira da emissora foi o J & J Comandam o Espetáculo, que era apresentado pelos radialistas Jorge Santos e José Jorge Randam. O quadro principal do programa era o show de calouros "Céu ou Inferno", onde calouros faziam números musicais e estavam sujeitos a aprovação ou reprovação da plateia. Para os que se saíam mal, um anão com um tridente os retirava do palco, e para os que se saíam bem, uma linda moça os conduzia até uma confortável poltrona, para saborear um refrigerante Fratelli Vita, que era o patrocinador do programa.
O J & J Comandam o Espetáculo foi responsável por revelar nomes como Gilberto Gil e Cynara & Cybele, que futuramente alcançaram sucesso nacional, tendo seus primeiros discos lançados pela gravadora JS, que pertencia aos apresentadores. Nesta época, foram destaque ainda o show de calouros Escada para o Sucesso, apresentado por José Jorge Randam e Nelson Maleiro, e o infantil Bichos e Bruxas, cujo cenário era montado com galhos de árvores nos arredores dos estúdios da TV Itapoan, além de outras produções locais como telenovelas e teleteatros.
Os anos 60 também seriam marcados pelo movimento da Jovem Guarda, onde artistas e bandas de rock dominavam as paradas musicais em todo o Brasil. Na TV Itapoan, o principal expoente desse movimento foi o radialista e músico Waldir Serrão, o "Big Ben", que começou na emissora apresentando o Bossa Broto, em 1962, e o Poder Jovem, em 1967, também comandado por Edy Star. Big Ben também tocava com sua banda, Waldir Serrão e seus Cometas, no programa Sabatinas da Alegria, apresentado por Elias Sobrinho no auditório do antigo Cine Nazaré, onde recebia artistas nacionais e locais como Tom e Dito, Antonio Carlos e Jocafi, Riachão e Raul Seixas, na época líder do conjunto Raulzito e os Panteras, dentre outras atrações.
O grande sucesso de Waldir Serrão, no entanto, foi a partir da década de 1970, com O Som do Big Ben, versão homônima do programa radiofônico que ele apresentou nas principais estações de rádio da época, ficando no ar entre 1972 e 1984. O sucesso de O Som do Big Ben foi tanto, que em meados dos anos 80 batia corriqueiramente na audiência seu principal concorrente, o Cassino do Chacrinha, exibido pela TV Aratu.
No fim da década, sob a direção de David Raw, que substituiu a decana Dometila Garrido, a TV Itapoan passou a apostar em programas de baixo custo em razão da crise dos Diários Associados e do incêndio que havia ocorrido em suas instalações. Nesta época, o público infantil passou a ser o principal alvo da programação, e um dos grandes destaques era o Parquinho: Um Show de Criança, apresentado por Tia Arilma, que foi uma das percussoras dos bem sucedidos programas infanto-juvenis apresentados por garotas nas principais redes de televisão do Brasil. Na época, Arilma revezava-se no comando da atração com apresentadoras mirins, que eram Geisa, Patrícia "Paty Fofolete" Almeida e Eliemary "Miss Mara" Silveira.
Em 1978, Arilma é contratada pela TV Aratu para apresentar uma atração nos mesmos moldes do Parquinho, e Miss Mara, então com 10 anos de idade, é escolhida para sucedê-la a frente do programa. Mara também comandou outros programas infantis a frente do canal, como o Clube do Mickey, Domingo Show Criança e Bom Bom Show, e foi a primeira a apresentar o musical Vídeo Jovem entre 1983 e 1984, época em que já havia gravado seu primeiro disco e chamou a atenção do apresentador Silvio Santos, que a contratou naquele ano para o SBT, do qual a TV Itapoan era afiliada, e rebatizou-a como Mara Maravilha.
Em 1981, estreou o Show da Tarde, apresentado por Arilma, que retornava a TV Itapoan, no horário onde nacionalmente ia ao ar O Povo na TV. O programa era composto de quadros inspirados em atrações exibidas pelo SBT, como o "Show de Calouros" e o "Cidade Contra Cidade". Sempre às quartas-feiras, era exibido o "Danceteria", onde vários artistas e grupos musicais de renome nacional se apresentavam, graças a parcerias da TV Itapoan com as grandes gravadoras que os levavam até Salvador. A atração ficou no ar até 1988, quando deu espaço aos programas exibidos pelo SBT.
Em 1983, inspirado no sucesso do programa infantil Bozo no sul do país, a TV Itapoan foi uma das afiliadas do SBT que teve uma versão local do programa, apresentada por Cau Alves. O palhaço atendia telefonemas ao vivo e chamava os desenhos, sem a existência de outros personagens como na versão da TVS São Paulo. Com a possibilidade de exibir todas as atrações do SBT em tempo real graças ao recém-lançado canal de satélite próprio da rede, o Bozo local foi descontinuado em 1985 para dar prioridade ao nacional.
Em 8 de março do mesmo ano, estreou o programa de variedades Mulher Total, apresentado por Kátia Guzzo, que iniciava sua carreira na televisão. O programa ia ao ar diariamente entre 9h e 11h, e tinha um formato idêntico ao TV Mulher, exibido pela sua concorrente TV Aratu. Um dos quadros de destaque da atração era o Prato da Casa, onde a chef Elíbia Portela ensinava receitas gastronômicas aos telespectadores. Com o fim do Mulher Total em 1984, o Prato da Casa virou um programa próprio que ficou no ar pela TV Itapoan até 1995, quando migrou para a Band Bahia.
Na segunda metade da década de 1980, foi destaque na TV Itapoan o Rádio Escuta, apresentado por Josenel Barreto, locutor da Itapoan FM. O programa foi palco para várias atrações musicais locais, e durante a explosão do gênero axé music também lançou ao estrelato vários artistas e grupos que fizeram sucesso em todo o país. Na mesma época, ia ao ar nos intervalos o drop Itapoan Serviço, com dicas de eventos culturais e informações de utilidade pública, ficando no ar até meados da década de 1990.
Em 1992, o Vídeo Jovem passou a ser destinado a exibição de videoclipes e entrevistas com artistas. Nessa nova fase, era apresentado por Carla Araújo, e com a ida da apresentadora para a TV Aratu em 1993, passou a ser apresentado pelo então locutor Cláudio Luís, que comandava atrações da Rádio Sociedade e Itapoan FM, e por Érica Saraiva. Com o passar dos anos, o programa ganhou uma nova versão de auditório, intitulada Vídeo Jovem Show, que recebia bandas e outras atrações musicais, ficando no ar até 1997.
Com a compra pela Record, que priorizou investimentos no jornalismo, as produções de entretenimento que outrora eram o principal destaque da TV Itapoan passaram a ter menos espaço na programação. No período entre o fim dos anos 90 e a primeira metade da década de 2000, ia ao ar o Coisas da Vida, programa de variedades que era voltado a entrevistas sobre assuntos variados e a participação por telefone dos telespectadores. Foi apresentado inicialmente por Paulo Rodrigues, e posteriormente por Márcio Marinho, ambos pastores da Igreja Universal do Reino de Deus. No mesmo período, também foram exibidos programas como Minha Terra, que destacava peculiaridades dos municípios baianos, Mulher É Pra Se Cuidar, que era uma parceria com a Secretaria Estadual de Saúde da Bahia, e Flash Decor, programa de variedades apresentado por Dida Rodrigues.
No fim de 2001, estreou o programa de auditório Bom D+, apresentado pela então dançarina do grupo musical É o Tchan!, Scheila Carvalho, sendo a primeira vez que a TV Itapoan apostou numa produção desse gênero desde 1997. Além de matérias e quadros de entretenimento, o programa também recebeu inúmeras atrações musicais ao longo dos anos, e a partir de 2008, como parte da programação especial de verão da emissora, surgiu o Luau Bom D+, quando o programa era feito em praias paradisíacas do estado como Sauipe, Itapuã e Flamengo ao estilo luau.
Em 2007, a TV Itapoan estreou o Tudo a Ver Bahia, que era um bloco local da revista eletrônica exibida pela Record, sob a apresentação de Érica Saraiva. Em 6 de agosto do mesmo ano, estreou o programa Abre Coração, apresentado por Cláudio Luís, inicialmente exibido como um quadro do Balanço Geral voltado para matérias assistencialistas. O programa tornou-se uma atração independente do Balanço Geral em 14 de janeiro de 2008, quando passou a ser exibido após o recém-estreado Se Liga Bocão. Nessa época, também adotou uma linha mais popular, com o sorteio de prêmios ao vivo. Na segunda metade do ano, estreou aos sábados O Mundo do Chiquinho, programa infantil apresentado por Edilson Oliveira da Silva, que havia anteriormente participado de outras atrações da Record como Ed Banana e Eliana na Fábrica Maluca, ficando no ar até 2011.
Em outubro, com a licença-maternidade de Scheila Carvalho, Érica Saraiva assumiu temporariamente a apresentação do Bom D+, enquanto o Tudo a Ver Bahia passou a ser apresentado interinamente por Luana Monalisa, que era repórter da atração. No entanto, devido a desentendimentos com Érica, Luana foi demitida em 11 de janeiro de 2008, e o programa foi assumido por Ana Paula Farias, até então radialista da Transamérica Pop Salvador, a partir da semana seguinte. Após Scheila Carvalho retornar ao Bom D+ e com o Tudo a Ver Bahia assumido por Ana Paula, Érica teve o contrato rescindido e deixou a TV Itapoan.
Em novembro, a TV Itapoan extingue os programas Abre Coração e Tudo a Ver Bahia, optando por reunir os apresentadores Cláudio Luís e Ana Paula Farias em uma nova atração diária, o Toque Premiado, que consistia em sorteios de prêmios ao vivo com participação pelo portal de voz da emissora. Ainda em novembro, estreou o programa Revista Record, que era uma revista eletrônica apresentada por Juliana Amaral, nos mesmos moldes do extinto Tudo a Ver Bahia. A atração no entanto ficou no ar pouco mais de um mês, deixando de ser exibida em 20 de dezembro. O mesmo ocorreu com o Toque Premiado, que acabou dando lugar a um espaço arrendado pela Igreja Universal.
Em 28 de fevereiro de 2011, a emissora estreou um bloco local do Hoje Em Dia, apresentado por Marcus Pimenta e Ana Paula Farias, a exemplo do que já era feito nas emissoras próprias da Record em Belo Horizonte e Rio de Janeiro. O programa foi encerrado em 3 de fevereiro de 2012, assim como as demais edições nos outros estados, por decisão da própria rede em unificar a edição nacional.
Em 15 de abril do mesmo ano, a Record Bahia estreou aos domingos o programa A Bahia Que a Gente Gosta, voltado a matérias sobre a cultura, costumes e a diversidade do estado. O programa era apresentado por Ana Paula Farias, e tinha a participação de Ana Portela nas reportagens. Com o afastamento de Ana Portela por conta de problemas de saúde, Analice Salles passou a fazer as reportagens do programa, que saiu do ar em 30 de julho de 2016.
Em 19 de novembro de 2013, a apresentadora Scheila Carvalho foi demitida da Record Bahia, e o Bom D+ passou a ser apresentado por Carla Cristina, que havia sido vocalista das bandas Tribahia e As Meninas. Carla ficou à frente do programa até março de 2015, quando resolveu deixar a emissora para seguir outros projetos profissionais. Para seu lugar, a emissora escalou Matheus Ramos, que já era repórter especial do programa, e Érica Saraiva, que abordava as pautas de entretenimento nos demais programas da casa. Érica apresentou o Bom D+ até novembro, quando foi demitida da Record Bahia sob alegação de cortes em razão da crise econômica no país, deixando apenas Matheus Ramos à frente da atração.
Em agosto de 2017, a RecordTV Itapoan exibiu pela última vez o Bom D+, que naquela altura era o único remanescente do segmento de entretenimento na grade, conservando no entanto o projeto Bom D+ Verão, que continuou tendo exibição regular nos meses de janeiro e fevereiro. Com o fim do programa, o Balanço Geral Especial teve sua duração aumentada aos sábados, e desde então a Record Bahia não produz mais programas de entretenimento fixos.

### Transmissões esportivas
A emissora foi pioneira nas transmissões esportivas da televisão baiana, tendo nos seus primeiros dias no ar exibido um jogo de futebol entre Bahia e Vitória. Na década de 1980, prestou apoio técnico à TV Jornal de Recife, Pernambuco e ao SBT para exibir à todo o Brasil a polêmica final da Copa União, onde o Sport venceu o Guarani. No ano seguinte, também exibiu os dois jogos da final de 1988, que deram ao Bahia seu segundo título nacional contra o Internacional. Até 1994, a emissora cobriu diversos jogos do Campeonato Baiano de Futebol, numa época que ainda não havia a venda de direitos de transmissão das partidas.
Em 29 de dezembro de 2006, a emissora adquiriu por quatro anos os direitos de transmissão do Campeonato Baiano de Futebol. As partidas tiveram a narração de Silvio Mendes, Espedito Magrini, Oliveira Andrade e Eder Luiz, comentários de Raimundo Varela e Roberto Monteiro e reportagens de Valter Lima e Filipe Brandão. Em 2010, ano que findou o contrato com a Federação Bahiana de Futebol, perdeu a disputa dos direitos de transmissão para a Rede Bahia, que passou a transmitir a competição a partir de 2011. Atualmente, os direitos de transmissão pertencem à TVE Bahia.
De 2008 até 2010, a emissora também cobriu jogos do Circuito Brasileiro de Vôlei de Praia realizados em Salvador, além de outros eventos como uma partida de futvôlei entre Brasil e Paraguai realizada na Praia de Patamares em 2010, e o Revezamento a Nado Farol a Farol, também em 2010. Atualmente, a Record Bahia não realiza transmissões esportivas, dando apenas destaque ao noticiário do segmento em seus programas.

### Transmissões especiais
A Record Bahia cobre o carnaval de Salvador desde 1961, quando mostrou pela primeira vez o desfile de blocos que passavam pelo Largo do Campo Grande, no que hoje é conhecido como Circuito Osmar. Até 1997, ano em que foi adquirida pela Record, dedicava continuamente várias horas da sua programação para a cobertura, tendo depois disso restringido drasticamente sua participação apenas ao resumo dos fatos nos telejornais, o que deixou de ocorrer em 2007. Atualmente, dentro dos espaços de programação local, exibe o especial Record Folia, mostrando a passagem dos blocos no Campo Grande e também no Circuito Dodô (Barra-Ondina), tendo em média 7 horas por dia de cobertura ao vivo.
Durante as festas juninas, a Record Bahia produz o especial Ao Pé da Fogueira, mostrando ao vivo as festas nos municípios do interior e na capital nos dias que antecedem o São João, além de matérias especiais. Regionalmente, a emissora é uma das líderes da Record Nordeste, co produzindo o projeto São João Record Nordeste com as demais afiliadas da Record na região.
A emissora também foi responsável pela promoção e produção televisiva do concurso de beleza Miss Bahia, entre 1961 e 1975, e entre 1981 e 1989. Martha Vasconcellos, que venceu a edição de 1968, chegou a ser coroada Miss Brasil e Miss Universo.

## Na cultura popular
A TV Itapoan é retratada em uma das cenas do filme O Pagador de Promessas (1962), quando um repórter da emissora tenta entrevistar o personagem principal, Zé do Burro, caído diante da porta da Igreja de Santa Bárbara após mais uma tentativa malsucedida de entrar com a sua cruz, apresentando-o aos telespectadores como um "espetáculo impressionante" e perguntando se ele já fez algum milagre.

## Controvérsias

### Relações com Antônio Carlos Magalhães
Durante o período que pertenceu à Pedro Irujo, entre 1980 e 1997, a TV Itapoan esteve envolta em controvérsias contra seu principal adversário político, Antônio Carlos Magalhães, em pelo menos três ocasiões. A primeira, foi durante os atos de quebra-quebra por conta do aumento da tarifa de ônibus em Salvador, em 3 de setembro de 1981. ACM, então governador da Bahia, foi entrevistado por uma equipe da emissora sobre o ocorrido um dia antes, quando durante o evento de inauguração de um complexo viário na região da Baixa dos Sapateiros, que transformou-se num distúrbio generalizado, o cidadão Armando Eliotério dos Santos de 17 anos foi morto num confronto contra policiais que tentavam proteger um posto de polícia do bairro da Liberdade de um apedrejamento. A repórter que fez a entrevista perguntou o que ACM tinha a dizer sobre o assunto e quais as providências que ele iria tomar para prestar apoio a família do jovem, quando em dado momento ele se exaltou e gritou contra a equipe, que foi contida pelos seus seguranças — um deles, levou a mão ao coldre para puxar um revólver. O fato que foi gravado e seria exibido no Jornal do Meio-Dia foi censurado após os assessores do governador telefonarem para a direção da TV Itapoan impedindo a exibição da matéria.

Momento em que Antônio Carlos Magalhães xinga e ameaça de morte o repórter Antônio Fraga, durante entrevista para a cobertura das eleições de 1986 pela TV Itapoan

A segunda, foi durante as eleições para governador, em 15 de novembro de 1986. Na época, ACM era ministro das comunicações no governo do presidente José Sarney, e apoiava a candidatura de Josaphat Marinho (PFL), que perdeu as eleições para Waldir Pires (PMDB). ACM iria votar em sua seção eleitoral no Clube Bahiano de Tênis, quando foi recebido pelos eleitores presentes debaixo de vaias e gritos de "Waldir, Waldir". A equipe da TV Itapoan, composta pelo repórter Antônio Fraga, pelo cinegrafista Robson Santos e o auxiliar de videotape Gilberto Silva Alves estava cobrindo a chegada do ministro para os flashs exibidos na programação. Fraga entrevistou ACM perguntando o que ele achava da atitude dos eleitores, e ele respondeu: "Não, não me vaiou não, vaiaram ao Pedro Irujo e ao Luiz Pedro Irujo". O repórter então respondeu que estava tudo calmo antes da sua chegada e o ministro então disse, interrompendo a sua fala: "Você não vai me chatear, você não vai me aborrecer, você é um mal educado, entendeu? E o seu patrão Pedro Irujo é um basco ladrão, entendeu? [nesse momento, ACM tenta abafar o som do microfone nas mãos do repórter] Faz favor, de respeitar o ministro, filho da puta", e depois sussurra em seu ouvido, ameaçando-o: "Eu lhe mato". Após as ofensas, Fraga ainda foi pisoteado e socado pelas costas por ACM e também agredido junto com o resto da equipe pelo seu irmão Ângelo Magalhães, em um momento que não foi captado pelo câmera mas foi testemunhado pelos presentes, incluindo outros jornalistas. Perplexo, Fraga ainda gravou mais um flash relatando o ocorrido e entrevistando uma eleitora e um jornalista que testemunharam a atitude de ACM, e depois a equipe se retirou do local, voltando para a sede da emissora.
Tão logo ocorreu o fato, por volta de 11h30, a TV Itapoan exibiu os flashs da agressão na programação e entrevistou, ao longo do dia, autoridades que se manifestaram contra a atitude do ministro, como o prefeito de Salvador Mário Kertész, o diretor regional do INCRA José Carlos Arruti, o senador Luiz Viana Filho, o presidente da Associação Brasileira de Imprensa Samuel Celestino, o presidente do Sindicato dos Jornalistas da Bahia Raimundo Lima, além do seu proprietário Pedro Irujo, que anunciou que iria processar ACM por tê-lo chamado de ladrão e que iria tomar providências jurídicas para proteger a vida do repórter Antônio Fraga e responsabiliza-lo pelas agressões sofridas. O juiz Ruy Trindade, presidente do Tribunal Regional Eleitoral da Bahia, solicitou ao DENTEL que retirasse a TV Itapoan do ar até as 18h, por entender que a emissora estava usando o episódio de forma política.
A terceira, aconteceu em 9 de fevereiro de 1995, quando ACM, agora senador, acompanhou a visita do presidente Fernando Henrique Cardoso ao município de Santa Maria da Vitória. A repórter Telma Verçosa participava de uma entrevista coletiva ao senador, onde perguntou a opinião dele sobre as denúncias de sonegação envolvendo a Construtora OAS, pertencente ao seu genro César Mata Pires, e ele respondeu: "Eu não trato desse assunto com a senhora nem com ninguém, porque não tenho nenhuma ligação com a construtora". Depois do fim da entrevista, ACM procurou a repórter, em um momento não registrado pelas câmeras, e pegando-a pelo pescoço disse que ela deveria respeita-lo e não fazer esse tipo de pergunta. A repórter relatou a agressão a uma reportagem da Folha de S.Paulo, onde ACM respondeu que a pergunta que ela fez havia sido inconveniente e que não a agrediu, dizendo que aquilo era um "gesto de carinho" e que Telma estava usando o fato para aparecer.
Após a compra da TV Itapoan pela Rede Record, no entanto, as relações do político com a emissora se modificaram. Em 16 de agosto de 2001, ACM foi recebido ao vivo no programa Coisas da Vida, apresentado pelo bispo Paulo Rodrigues. Além de ser entrevistado pelo apresentador, ACM atendeu telefonemas de telespectadores, criticou o presidente Fernando Henrique Cardoso e o presidente do Senado Jader Barbalho, ao dizer que ele havia sido responsável por sua renúncia no episódio do escândalo do painel eletrônico, e que pretendia voltar ao Senado Federal, se candidatando nas eleições de 2002. Em outra ocasião em 9 de maio de 2005, ACM foi entrevistado no programa Balanço Geral por Raimundo Varela, onde afirmou que errou por ter votado no presidente Luiz Inácio Lula da Silva em 2002, pedindo desculpas ao apresentador (que também afirmou ter votado no candidato) e ao povo brasileiro.

### Processo por adeptos de religiões afro-brasileiras
Em 2003, a TV Itapoan foi processada junto com a TV Cabrália de Itabuna por adeptos das religiões afro-brasileiras que se queixaram dos constantes ataques diários dos pastores-apresentadores nos programas de televisão religiosos feitos pela Igreja Universal do Reino de Deus, onde eles referem-se as religiões afro como "encosto", palavra associada aos espíritos que prejudicam pessoas. Os religiosos afro-brasileiros queixaram-se também que templos religiosos que mantinham dentro e fora de Salvador foram atacados e tiveram os locais santos destruídos pelos evangélicos, ligados ou não a igreja, e tais ataques teriam sido incentivados pelos pastores-apresentadores. Eles entraram com ação judicial no Ministério Público contra a Igreja Universal do Reino de Deus e exigiram um direito de resposta nos programas e uma punição contra o que consideram uma violação à Constituição Federal, que permite a liberdade de cultos religiosos no Brasil.

### Acidente durante gravação doBom D+
Em 6 de dezembro de 2007, enquanto ocorria uma gravação da edição de verão do programa Bom D+ na Praia de Jaguaribe, uma balaustrada onde sete espectadores se sentavam para acompanhar a atração quebrou após não aguentar o peso das pessoas. Na queda de uma altura de 4 metros, o pedreiro Moacir Ribeiro Gomes fraturou uma das pernas ao cair nas pedras. Outras 4 pessoas acabaram caindo, sendo uma delas sua esposa, que teve ferimentos leves. Após o acidente, a área foi isolada, e os feridos foram levados ao 12º Centro de Saúde no bairro Costa Azul, por funcionários da TV Itapoan.

### Agressão ao repórter Noel Tavares por Paulo Carneiro
Em 10 de abril de 2008, o ex-presidente do Esporte Clube Vitória Paulo Carneiro, participou de uma audiência judicial onde exigia uma indenização trabalhista de 10 milhões de reais do antigo clube. Ao deixar a audiência, o dirigente foi entrevistado pelo repórter da TV Itapoan, Noel Tavares, que perguntou se o valor que ele havia exigido não seria muito ilusório e prejudicial ao clube. Irritado, Carneiro xingou Noel de "repórter de merda", e depois que o jornalista repetiu a pergunta, partiu para cima dele com empurrões. Após o ocorrido, Noel Tavares prestou queixa contra Paulo Carneiro na 3ª Delegacia Territorial de Polícia no bairro Bonfim.

### Corte de sinal em Santaluz
Entre abril e maio de 2011, a TV Itapoan teve o sinal de uma das suas retransmissoras cortado diversas vezes no município baiano de Santaluz, que fica a 258 km da capital Salvador. Os cortes aconteceram devido a denúncias que a emissora fazia contra o prefeito do município, Joselito Carneiro Júnior, sobre irregularidades na construção da sede municipal do INSS. Em represália, o prefeito mandou tirar o sinal da emissora do ar.

### Helicóptero alvejado por tiros durante cobertura ao vivo
Em 10 de abril de 2012, durante a cobertura ao vivo de uma operação policial em Salvador, o helicóptero "Águia Dourada" que fazia as imagens para o telejornal Bahia no Ar foi alvejado por tiros disparados por bandidos. Ao sentir o solavanco provocado na aeronave, o repórter João Kalil diz: "Atiraram no Águia Dourada, agora. A situação aqui é de pânico, neste momento". O piloto foi forçado a ganhar altitude e se afastar da região para evitar outros danos para o helicóptero. Ninguém foi ferido.

### Eleições 2012
Durante a eleição municipal de Salvador em 2012, a TV Record Bahia foi acusada pelo candidato a prefeito ACM Neto (DEM) de estar dando tratamento privilegiado ao seu oponente Nelson Pelegrino (PT) no segundo turno. Durante a programação, sobretudo no Balanço Geral, a emissora exibiu quase diariamente entrevistas com candidatos derrotados no primeiro turno que declararam apoio à Pelegrino, como Mario Kertész (PMDB) e Márcio Marinho (PRB), além do governador Jacques Wagner e do prefeito de Camaçari, Luiz Caetano, que são do mesmo partido dele.
O apresentador Raimundo Varela, no entanto, negou que o seu programa estivesse favorecendo qualquer um dos candidatos, e se comprometeu a dar 10 minutos de entrevista para ACM Neto e para Nelson Pelegrino apresentarem suas propostas. Em 13 de outubro, um dia após a entrevista em que Márcio Marinho declarou apoio à Pelegrino, os advogados da Coligação É Hora de Defender Salvador entraram com uma representação contra a TV Record Bahia na Justiça Eleitoral. Como resultado, em 22 de outubro, a emissora foi multada em 100 mil reais, após decisão do juiz João Batista Alcântara Filho, da 2ª Zona Eleitoral de Salvador, sob a alegação de que a entrevista de Marinho violou o princípio da igualdade de tratamento entre os candidatos previsto no Código Eleitoral brasileiro.

### Hostilidade de torcedores do Bahia durante protesto
Em 17 de maio de 2013, torcedores do Esporte Clube Bahia, num movimento intitulado "Bahia da Torcida", fizeram um protesto na Arena Fonte Nova pedindo uma democratização do clube e exigindo a renúncia do então presidente Marcelo Guimarães Filho. A TV Record Bahia estava no local, onde faria uma entrada ao vivo para o jornalístico Cidade Alerta com o repórter Jutan Araújo, que assim que entrou no ar, começou a ser hostilizado pelos manifestantes. O repórter também foi confundido com o apresentador do Se Liga Bocão, José Eduardo, no que foram dirigidos xingamentos ao profissional e outros radialistas que também estavam cobrindo o protesto. A Polícia Militar então retirou a equipe da TV Record Bahia do local por medida de segurança.

### Agressão à repórter Tarsilla Alvarindo
Em 16 de janeiro de 2023, após finalizar uma entrada ao vivo para o telejornal Bahia no Ar sobre um acidente de trânsito fatal na Avenida Orlando Gomes, a repórter Tarsilla Alvarindo, o cinegrafista George Brito e o auxiliar técnico Marcos Oliveira foram agredidos por dois homens que se identificaram como familiares de um motociclista que havia morrido no acidente. As agressões foram registradas por uma equipe da TV Bahia, que também estava no local para dar detalhes do acidente no Jornal da Manhã. A equipe da RecordTV Itapoan prestou queixa contra os agressores na 12.ª Delegacia de Itapuã.

### Desvio de doações noBalanço Geral BA
Em 10 de março de 2023, vieram à tona na imprensa baiana informações de que doações feitas via Pix por telespectadores ao programa Balanço Geral BA, eram desviadas em uma fraude de jornalistas da emissora, que teriam desviado cerca de 800 mil reais. O esquema foi descoberto em fevereiro pelo jogador de futebol Anderson Talisca, que foi à procura da mãe de uma menina com câncer, que pediu doações ao vivo por meio do jornalístico em setembro de 2022, com o intuito de realizar o abatimento de uma doação de 70 mil reais no imposto de renda. Ao entrar em contato, o atleta foi informado de que a criança morreu sem ter recebido o valor integral da emissora.
Após uma sindicância interna, a RecordTV Itapoan encaminhou o caso para a Polícia Civil, que passou a investigá-lo como crime cibernético, e demitiu o editor-chefe do programa Jamerson Oliveira, que havia confessado participação no esquema. Outro jornalista, que mais tarde soube se tratar do repórter Marcelo Castro, também passou a ser investigado. Daniela Mazzei, noiva de Marcelo, negou envolvimento no esquema, afirmando que "se ele [Marcelo] fez alguma coisa, eu não sabia de nada, não fui conivente". Com a repercussão do caso, outras vítimas da fraude relataram situações semelhantes, como um ambulante que teve sua casa mostrada ao vivo no Balanço Geral BA após ser alvo de um furto, mas nunca recebeu os valores e materiais arrecadados, mesmo tendo entrado em contato com a emissora por diversas vezes.
Em depoimento prestado à polícia no dia 16 de março, a mãe da criança que morreu afirmou que Marcelo Castro teria intermediado a exibição da chave Pix de um rifeiro nos caracteres da RecordTV Itapoan, ao invés de alguém da família, o que causou desconfiança. Ele teria argumentado, na época, que a ação se dava para "facilitar o controle das doações". Dos pelo menos 70 mil reais doados para contribuir com a compra de remédios que custavam mais de 300 mil reais, ela teria recebido apenas 40 mil. A RecordTV Itapoan demitiu Castro após o fim do seu período de férias em 31 de março.
No dia 20 de junho de 2023, Marcelo Castro e Jamerson Oliveira foram indiciados junto com uma terceira pessoa responsável por conseguir as chaves Pix utilizadas no golpe. Eles responderão por estelionato, lavagem de dinheiro e associação criminosa. O delegado Charles Leão afirmou que Daniela Mazzei, demitida da estação no mês passado por trabalhar para o site de Marcelo Castro durante o expediente, também seria investigada no processo.
Em 22 de agosto de 2024, o portal G1 Bahia revelou que o processo teve o sigilo quebrado pela justiça baiana. A divulgação de informações da ação revelou nomes de doze pessoas denunciadas pelo Ministério Público da Bahia, que para o juiz responsável pelo caso, integravam uma "organização criminosa". O processo revelou que, entre setembro de 2022 e fevereiro de 2023, a então RecordTV Itapoan foi utilizada para exibir pelo menos 12 links ao vivo em que eram divulgadas, nos caracteres da emissora, chaves Pix que desviariam parte do dinheiro doado.
No mesmo dia, o apresentador José Eduardo utilizou o Balanço Geral BA para fazer um "desabafo", reforçando as acusações contra Marcelo e Jamerson, e chamando-os de "Judas" (em referência a Judas Iscariotes, traidor de Jesus). Ele afirmou ter evitado falar sobre o assunto porque o caso seguia em segredo de justiça até então. Em retaliação, Marcelo usou seu programa Alô Juca na TV Aratu para reacender o caso que foi apontado pela imprensa baiana como a motivação para a demissão de José Eduardo da afiliada do SBT em dezembro de 2007, ameaçando revelar o conteúdo de uma fita que teria o registro de uma chamada telefônica onde o atual apresentador da Record Bahia supostamente tentava chantagear e extorquir um empresário.
Em 25 de agosto, a Record exibiu em rede nacional, na revista eletrônica Domingo Espetacular, uma reportagem investigativa sobre o caso, mostrando nomes e fotos dos supostos envolvidos, incluindo Jamerson e Marcelo. A matéria mostrou a história de uma família que teria sido vítima do golpe, e afirmou que a Record Bahia não teria responsabilidade sobre os acontecimentos, mesmo que o supoto esquema tenha utilizado a estrutura da emissora.

### Relações publicitárias com o Governo da Bahia
Em 2023, em meio à intensificação dos problemas relacionados à segurança pública na Bahia, o Balanço Geral BA passou por modificações editoriais para defender a atuação da Secretaria de Segurança Pública do estado. Em abril, o programa passou a contar com uma ação de merchandising na qual o apresentador José Eduardo divulgava positivamente ações da SSP. Após a ampliação da presença publicitária do Governo da Bahia, o comunicador passou a utilizar o programa para atacar opositores políticos do governador Jerônimo Rodrigues, ao tempo em que enaltecia o trabalho do poder executivo.
Em 16 de agosto, durante o programa, José Eduardo chegou a criticar a TV Globo e o jornalista Caco Barcellos por uma reportagem do Profissão Repórter, afirmando que a rede estaria "fazendo de tudo para a polícia acabar". A edição do dia anterior do programa da concorrente havia entrevistado vítimas da violência policial na Bahia e expôs que a polícia do estado era a que mais matava no Brasil. No dia seguinte, Jerônimo agradeceu o apoio de José Eduardo e reforçou as críticas feitas pelo apresentador, insinuando ainda que a reportagem da Globo teria sido "encomendada", e que o programa teria mentido sobre a letalidade das ações da Polícia Militar da Bahia.
Em setembro, a atuação da RecordTV Itapoan na divulgação positiva do Governo do Estado durante o Balanço Geral BA foi novamente intensificada, ao mesmo tempo em que o gasto geral da gestão com publicidade chegou ao seu maior número, ultrapassando os R$ 20 bilhões. Em 6 de setembro, a estação dedicou meia hora do programa a uma entrevista com Jerônimo Rodrigues, na qual o governador não foi questionado por José Eduardo em nenhum momento. Durante a participação do gestor, foram divulgadas ações do poder executivo em diversas áreas, como urbanização, mobilidade urbana e educação. Ainda foram exibidos, pela emissora, vídeos institucionais do governo.
Ao final da participação, Jerônimo mandou abraços ao diretor da RecordTV Itapoan, Carlos Alves, e a um dos bispos da Igreja Universal. Em 22 de setembro, Jerônimo voltou a ter grande espaço para publicidade do governo no Balanço Geral BA. Durante a entrevista, um texto exibido no gerador de caracteres do programa afirmava que o "governador da Bahia" fez "o maior investimento da história da segurança pública do estado", e conteúdos institucionais da gestão foram novamente exibidos.